# Загорье (Починковский район)
 Загорье (ранее — Глистаи) — деревня в Смоленской области России, в Починковском районе. Входит в состав Лосненского сельского поселения.

## Географическое положение
Расположена в центральной части области в 22 км к северу от Починка, в 2 км к востоку от остановочного пункта 349-й км на железнодорожной ветке Смоленск —Рославль.

## История
В 1963 году указом Президиума Верховного Совета РСФСР деревня Глистаи Починковского сельского района переименована в деревню Загорье.

## Интересный факт
- В Починковском районе, рядом с деревней Сельцо, существовал хутор Загорье, известный как родина Александра Твардовского.